# ダシアティス・ガロウアエンシス
ダシアティス・ガロウアエンシス（Fontitrygon garouaensis）は、アカエイ科に分類される淡水エイの一種。海洋種のFontitrygon margaritaやFontitrygon margaritellaと非常に似る。

## 分類と系統
1962年、科学雑誌『Bulletin du Muséum National d'Histoire Naturelle』の中で記載され、当初はポタモトリゴン属に分類されていた。種小名はカメルーンのガルアに由来する。1975年に形態学、生理学的根拠に基づき、Dasyatis 属に分類された。その後2016年に、Fontitrygon 属に分類された。

## 分布と生息地
アフリカに分布する淡水エイは本種とFontitrygon ukpamの2種である。カメルーンとナイジェリアのベヌエ川とニジェール川下流、サナガ川下流、クロス川に分布する。ラゴス・ラグーンにおける分布は不明。淡水の種だが、海洋に進出する可能性はある。

## 形態
体盤は扁平な円形で、前縁が僅かに凹み、吻は僅かに突き出る。目は中程度の大きさで、その後方に小さな噴水孔がある。歯列は上顎が16 - 18列、下顎が14 - 28列。歯は小さく、密集して生えている。雌の歯は楕円形で鋭く、雄の歯は三角形で鋭く尖り、後方を向いている。口底には5つの乳頭突起がある。
腹鰭はほぼ三角形で、尾は鞭状で長さは体盤幅の2倍。尾の6分の1から5分の1の位置に棘があり、その後ろから細い尾褶が始まる。皮膚はほとんど滑らかだが、背面中央には小さな皮歯がある。背面は茶色から灰色で、縁ほど色は明るい。腹面は白く、縁はより白い。体盤幅は最大40 cm。

## 生態
完全に淡水に適応したポタモトリゴン科と異なり、比較的最近淡水に適応したと考えられている。ロレンチーニ器官は海産種よりも小さく、淡水では電気信号が伝達しにくい事と関連していると考えられる。主にカゲロウ、カワゲラ、トビケラのニンフを捕食するが、まれにハエ目の幼虫も捕食する。
繁殖様式は卵胎生である。主に左側の卵巣が機能する。2年で性成熟し、寿命は雄で5年、雌で7年。ベヌエ川の調査では、体盤幅31.4 cmの雌は未成熟で、体盤幅34.4 cmの雄は成熟していた。サナガ川では、雄は体盤幅26.4 cm以下で成熟し、雌は体盤幅26 - 30 cmで成熟する。

## 人との関わり
尾棘には毒があり、ハウサ人は「水中のサソリ」と呼ぶ。捕獲されると燻製か生で食用に販売される。ベヌエ川水系では一般的だったが、個体数は減少傾向にある。ガルア近郊では干ばつにより個体群が消滅した可能性がある。サナガ川の個体数は多いが、その推移は不明。生息地の開発または漁業により絶滅が危惧されているため、2020年にIUCNにより近絶滅種と評価された。